# Tapio Räisänen
Tapio Räisänen, finski smučarski skakalec, * 10. maj 1949, Taivalkoski, Finska.
Räisänen je največji uspeh kariere dosegel z osvojitvijo naslova svetovnega prvaka na Svetovnem prvenstvu 1978 v Lahtiju na veliki skakalnici.